# Кордабньов Володимир Олександрович
Володи́мир Олекса́ндрович Кордабньо́в (10 квітня 1964 — 7 серпня 2014) — майор Збройних сил України, учасник російсько-української війни.

## Короткий життєпис
Народився 1964 року в місті Дніпродзержинськ у родині інженерів-металургів та енергетиків. Закінчив Тюменське вище військово-інженерне командне училище імені маршала інженерних військ А. І. Прошлякова. Командир роти прикордонних військ КДБ СРСР. Ветеран-«афганець». Брав участь у боях на Кавказі. Працював майстром на Дніпровському металургійному комбінаті в доменному цеху.
Доброволець; майор, начальник інженерної служби 40-го батальйону територіальної оборони «Кривбас».
Бійці батальйону мали завдання встановити блокпост поблизу Мар'янівки (Старобешівський район, Донецька область), та натрапили на угруповання терористів у цьому районі. У бою 7 бійців зазнали поранень, а майор Кордабньов загинув. У бою також брали участь бійці розвідувального батальйону з Черкаського, 3-го оп СпП, 51-ї ОМБР, «Правого сектору», було зруйновано блокпост і ДОТ супротивника, знищено машину з прибулим підкріпленням бойовиків. Усього ліквідовано до роти терористів. Тоді ж поліг Максим Кочура.
Залишилися дружина Вікторія, доросла донька Альона і неповнолітній син Богдан.
Похований у місті Дніпродзержинськ.

## Нагороди та вшанування
- 15 травня 2015 року — за особисту мужність і героїзм, виявлені у захисті державного суверенітету та територіальної цілісності України, вірність військовій присязі під час російсько-української війни, відзначений — нагороджений орденом Богдана Хмельницького III ступеня (посмертно)
- його портрет розміщено на меморіалі «Стіна пам'яті полеглих за Україну» в Києві: секція 2, ряд 8, місце 17
- відзнака 40-го батальйону «Мужність. Честь. Закон.» (посмертно)
- нагороджений пам'ятною відзнакою міського голови — нагрудним знаком «Захисник України» (розпорядження міського голови м. Кам'янське від 11.10.2016 року; посмертно)
- Іловайський Хрест (посмертно)
- вшановується 7 серпня на щоденому ранковому церемоніалі вшанування захисників України, які загинули цього дня у різні роки внаслідок російської збройної агресії на Сході України[1]